# Fludiazepam

Strukturformel för fludiazepam.

Fludiazepam, summaformel C16H12ClFNO2, är ett ångestdämpande och lugnande preparat som tillhör gruppen bensodiazepiner. Preparatet patenterades 1962 av Hoffman-La Roche. Medlet används inte som läkemedel i Sverige (2004).
Substansen är narkotikaklassad och ingår i förteckning P IV i 1971 års psykotropkonvention, samt i förteckning IV i Sverige.